# 臺北市中正區東門國民小學
臺北市中正區東門國民小學是一間位於臺灣臺北市仁愛路一段2之4號的學校，緊鄰中正運動中心、臺北青年職涯發展中心、
東和禪寺、台大醫學院。

## 歷史
學校前身為成立於1897年6月的「臺灣總督府國語學校第四附屬學校」:26，當時僅收日籍兒童。1901年4月，改名為「臺北廳臺北第二尋常高等小學校」，校長平井又八，1905年8月遷至現址。1911年4月設立新店分校。
此後經歷多次更名，先在1915年4月更名為「臺北第二尋常小學校」，同年9月更名為「臺北城東尋常小學校」，1922年4月更名為「臺北市旭尋常小學校」，1941年4月更名為「旭國民學校」。
1945年國民政府接管台灣後，學校於1946年2月，改稱為「臺北市城中區東門國民小學」，直到1990年三月應臺北市行政區調整，更名為「臺北市中正區東門國民小學」。

## 歷任校長

### 日治時期
- 第一任校長 平井又八先生
- 第二任校長 山科宜次先生
- 第三任校長 柏木彥一先生
- 第四任校長 廣松良臣先生
- 第五任校長 清水常郎先生
- 第六任校長 門間幸造先生
- 第七任校長 西江清先生

### 戰後時期
- 第一任校長 蘇水木先生
- 第二任校長 宋季芳女士
- 第三任校長 陳清吉先生
- 第四任校長 林仁義先生
- 第五任校長 游祥雲先生
- 第六任校長 劉新松先生
- 第七任校長 耿玉潔女士
- 第八任校長 李永臣先生
- 第九任校長 葉玉泉先生
- 第十任校長 金梅仙女士
- 第十一任校長 杜榮賢先生
- 第十二任校長 溫明正先生
- 第十三任校長 陳順和先生
- 代理校長 林勝聰先生
- 第十四任校長 謝明燕女士
- 第十五任校長 簡邑容女士

## 知名校友
- 林志玲
- 杜詩梅
- 陳啟禮
- 孟耿如
- 林柏宏
- 楊紀華
- 吳釗燮
- 彭文正
- 詹雯婷